# リジェ・JS11
リジェ・JS11 (Ligier JS11) は、ジェラール・ドゥカルージュらにより設計されたF1マシンで、1979年から1980年にかけてリジェチームが使用した。
JS11は2シーズンの間に5勝を挙げた。これはリジェのF1GPでの通算勝利数(9勝)の半分以上にあたる。

## JS11
JS11は、前年のチャンピオンマシンロータス・79と同様、グラウンド・エフェクト構造のマシンだった。ベンチュリの後端をリアタイヤの前で跳ね上げた「スパッツ」と呼ばれる空力処理が特徴だった。
エンジンはF1参戦以来のパートナーだったマトラ (V12) がF1から一時撤退したため、量販型のコスワースDFV (V8) へスイッチした。
JS11は初戦となった1979年の開幕戦アルゼンチンGPと次戦ブラジルGPを、ジャック・ラフィットのドライブで連勝した。
その後、パトリック・デパイユが第5戦スペインGPでJS11の3勝目を記録したが、それ以後勝利を挙げることができなかった。
第7戦のモナコGP後にデパイユがハンググライダーの事故でチームを離脱すると、ジャッキー・イクスが後任としてチームに加わった。イクスは最終戦までの8レースに参戦したが、3ポイントを獲得するに留まった。3勝を挙げる速さを見せたリジェだが、コンストラクターズランキングは3位に終わった。
JS11は、シャシー番号01から04までの4台が作成された。

## JS11/15

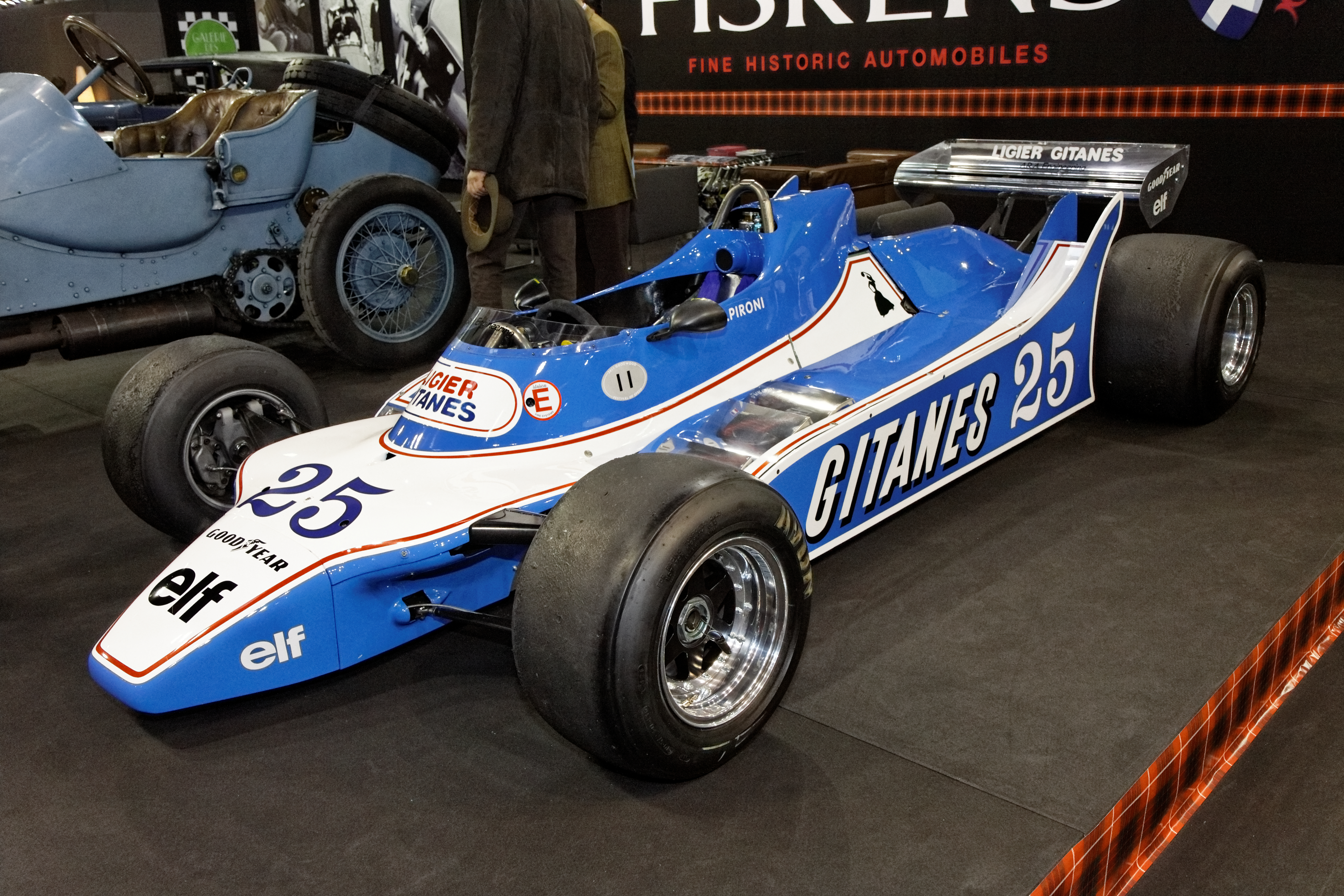
JS11/15

JS11/15は、JS11の改良モデルである。4台のJS11は全てJS11/15に改造された。この4台だけで1980年の全レースに参戦した。
この年もリジェは速さを維持して2勝を挙げ、チーム最高成績となるコンストラクターズランキング2位となった。

## F1における全成績
(key) （太字はポールポジション）
| 年     | シャシー        | エンジン                   | タイヤ | No. | ドライバー | 1   | 2   | 3   | 4   | 5   | 6   | 7   | 8   | 9   | 10  | 11  | 12  | 13  | 14  | 15  | ポイント | 順位 |
| ------ | --------------- | -------------------------- | ------ | --- | ---------- | --- | --- | --- | --- | --- | --- | --- | --- | --- | --- | --- | --- | --- | --- | --- | -------- | ---- |
| 1979年 | リジェ・JS11    | フォード コスワース DFV V8 | G      |     |            | ARG | BRA | RSA | USW | ESP | BEL | MON | FRA | GBR | GER | AUT | NED | ITA | CAN | USE | 61       | 3    |
| 1979年 | リジェ・JS11    | フォード コスワース DFV V8 | G      | 25  | デパイユ   | 4   | 2   | Ret | 5   | 1   | Ret | 5   |     |     |     |     |     |     |     |     | 61       | 3    |
| 1979年 | リジェ・JS11    | フォード コスワース DFV V8 | G      | 25  | イクス     |     |     |     |     |     |     |     | Ret | 6   | Ret | Ret | 5   | Ret | Ret | Ret | 61       | 3    |
| 1979年 | リジェ・JS11    | フォード コスワース DFV V8 | G      | 26  | ラフィット | 1   | 1   | Ret | Ret | Ret | 2   | Ret | 8   | Ret | 3   | 3   | 3   | Ret | Ret | Ret | 61       | 3    |
| 1980年 | リジェ・JS11/15 | フォード コスワース DFV V8 | G      |     |            | ARG | BRA | RSA | USW | BEL | MON | FRA | GBR | GER | AUT | NED | ITA | USE | CAN |     | 66       | 2    |
| 1980年 | リジェ・JS11/15 | フォード コスワース DFV V8 | G      | 25  | ピローニ   | Ret | 4   | 3   | 6   | 1   | Ret | 2   | Ret | Ret | Ret | Ret | 6   | 3   | 3   |     | 66       | 2    |
| 1980年 | リジェ・JS11/15 | フォード コスワース DFV V8 | G      | 26  | ラフィット | Ret | Ret | 2   | Ret | 11  | 2   | 3   | Ret | 1   | 4   | 3   | 9   | 8   | 5   |     | 66       | 2    |